# Reprezentacja Kazachstanu w piłce nożnej kobiet
Reprezentacja Kazachstanu w piłce nożnej kobiet – oficjalna drużyna reprezentująca Kazachstan w rozgrywkach piłki nożnej kobiet.

## Mistrzostwa Świata
- 1991 (nie brała udziału)
- 1995 (nie zakwalifikowała się)
- 1999 (nie zakwalifikowała się)
- 2003 (nie zakwalifikowała się)
- 2007 (nie zakwalifikowała się)
- 2011 (nie zakwalifikowała się)